# Zavinograđe
Zavinograđe (em cirílico: Завинограђе) é uma vila da Sérvia localizada no município de Prijepolje, pertencente ao distrito de Zlatibor. A sua população era de 1192 habitantes segundo o censo de 2011.

## Demografia
| 1948 | 1953 | 1961 | 1971 | 1981 | 1991 | 2002 | 2011 |
| ---- | ---- | ---- | ---- | ---- | ---- | ---- | ---- |
| 456  | 505  | 550  | 681  | 1194 | 1527 | 1272 | 1192 |